# Ronan O'Gara
Ronan John Ross O'Gara (Sacramento, 7 marzo 1977) è un ex rugbista a 15 e allenatore di rugby a 15 irlandese, dal 2019 allenatore di La Rochelle in Top 14.
Militante nel ruolo di mediano d'apertura nel Munster per 16 stagioni, 12 delle quali in Pro12 con 940 punti totali, O'Gara vanta 128 presenze per l'Irlanda, secondo internazionale più assiduo per il suo Paese dopo Brian O'Driscoll (133), e 130 totali considerando i due test match con i British and Irish Lions; è inoltre il miglior realizzatore di punti per l'Irlanda (1 083), e quarto miglior marcatore internazionale nonché ottavo per numero di presenze. Da allenatore si è aggiudicato due volte la European Rugby Champions Cup con La Rochelle.

## Biografia
O'Gara è nato nel 1977 a Sacramento, città statunitense capitale della California, in cui all'epoca lavorava suo padre Fergal, microbiologo che aveva giocato in gioventù nel ruolo di tre quarti ala. Pochi anni dopo la nascita di Ronan, gli O'Gara tornarono in Irlanda. Tra il 1995 e il 1999 frequentò l'University College Cork, laureandosi in economia aziendale, e durante la frequenza universitaria militò anche nella squadra di rugby dell'ateneo.
Nel 1997 entrò nella formazione di Munster con cui disputò il campionato interprovinciale irlandese; il debutto internazionale avvenne a Dublino nel corso del Sei Nazioni 2000 in occasione di una vittoria per 44-22 contro la Scozia. Nel 2001 fu convocato dai British and Irish Lions per il loro tour in Australia, non scendendo tuttavia in campo in alcuno dei tre test match contro gli Wallabies.
In uno dei match infrasettimanali, contro gli Waratahs a Sydney, O'Gara fu aggredito dall'australiano Duncan McRae che lo colpì al volto con 11 pugni; McRae fu squalificato per 7 settimane.
Nel 2001 disputò con Munster la prima delle sue 13 stagioni di Celtic League e l'anno successivo, nel 2003, si laureò campione di tale torneo; in quel periodo, in virtù della sua doppia cittadinanza irlandese e statunitense (quest'ultima derivatagli per diritto di nascita su tale suolo) fu contattato anche da alcune franchise della National Football League per giocare a football americano nel ruolo di kicker; sia i Miami Dolphins che i San Diego Chargers sondarono la disponibilità di O'Gara, il quale tuttavia declinò entrambe le offerte dichiarando di voler dedicarsi solo al rugby. A fine anno fu parte della squadra irlandese alla Coppa del Mondo di rugby 2003 in Australia.

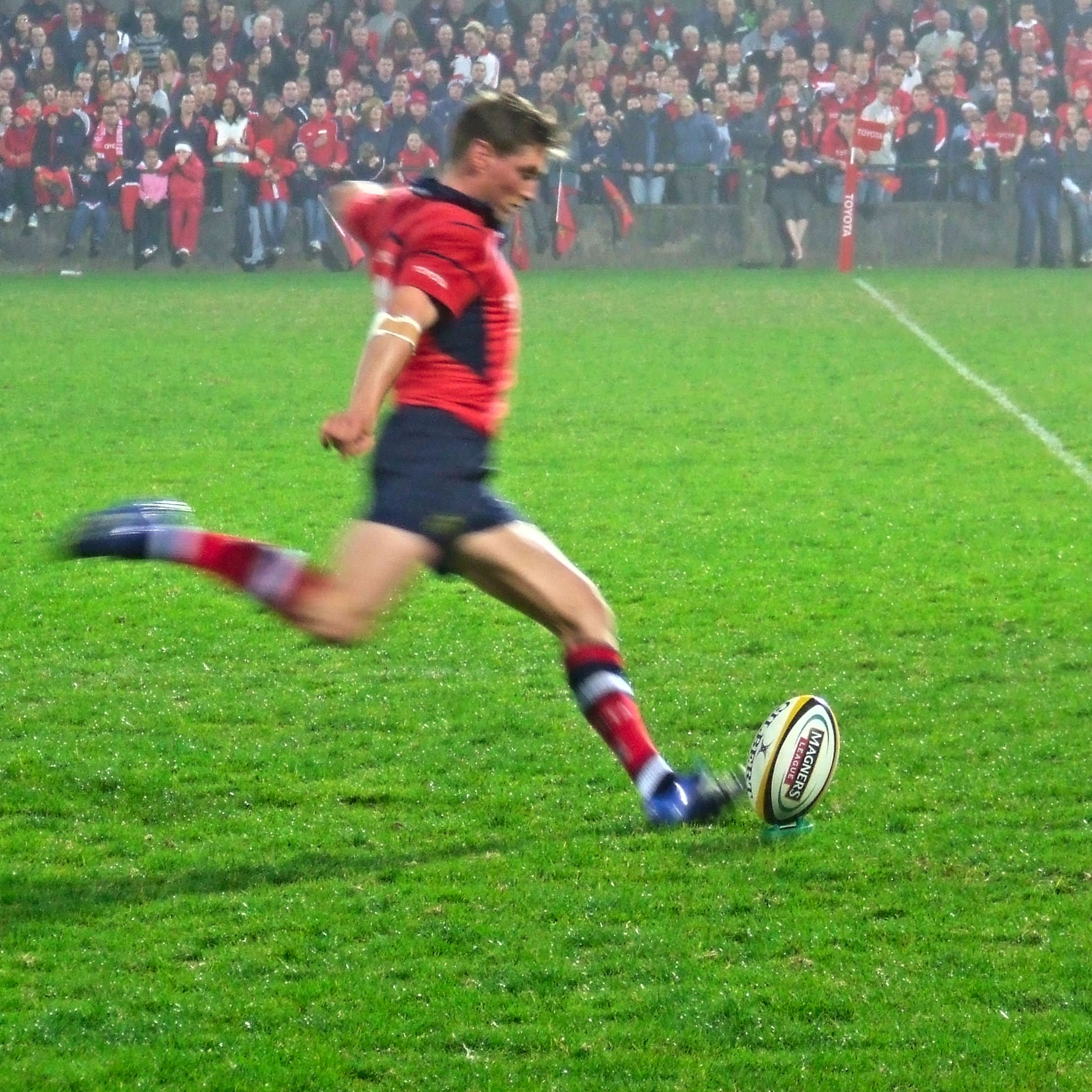
O'Gara si appresta a calciare durante una partita del Munster

Convocato anche per il tour 2005 dei British Lions in Nuova Zelanda, in tale spedizione O'Gara disputò il suo primo test match per la selezione interbritannica, da rimpiazzo nel corso del terzo incontro della serie con gli All Blacks . Nella stagione successiva fu altresì protagonista nella vittoria della Heineken Cup 2005-06: in semifinale contro Leinster marcò 20 punti e, in finale contro Biarritz, realizzò 13 dei 23 punti con cui Munster si aggiudicò l'incontro; un anno più tardi, di nuovo con l'Irlanda, prese parte alla Coppa del Mondo di rugby 2007 in Francia.
L'11 marzo 2008, in occasione della partita del Sei Nazioni contro l'Inghilterra, stante l'indisponibilità di Brian O'Driscoll, O'Gara vestì per la prima volta i gradi di capitano dell'Irlanda; due mesi più tardi vinse la sua prima Heineken Cup battendo in finale il Tolosa.
Il 13 dicembre 2008, con la trasformazione messa a segno all'ultimo minuto contro il Clermont, Ronan O'Gara divenne il primo giocatore a realizzare 1 000 punti in Heineken Cup
Nel 2009 l'Irlanda conseguì il Grande Slam nel Sei Nazioni, cui O'Gara contribuì con 56 punti nei cinque incontri del torneo; decisivo ai fini della classifica finale fu, in particolare, il suo drop al 78' dell'incontro finale con il Galles a Cardiff, con cui l'Irlanda vinse 17-15. In detta edizione di torneo O'Gara superò anche il primato di punti dell'inglese Jonny Wilkinson, diventando il miglior realizzatore del Sei Nazioni a quota 492, 13 più di Wilkinson; lo score, poi migliorato fino ad arrivare a 557, è al 2014 insuperato. Più avanti nell'anno Munster si aggiudicò la sua seconda Celtic League. O'Gara fu convocato dai British and Irish Lions per il tour in Sudafrica, scendendo in campo nel secondo test match contro gli Springbok. Subentrato nella ripresa, concesse un fallo all'ultimo minuto sul punteggio di 25 pari collidendo con il mediano di mischia sudafricano Fourie du Preez mentre si trovava in aria dopo un salto, permettendo a Morné Steyn di marcare tra i pali la conseguente punizione che valse al Sudafrica la vittoria 28-25 e l'intera serie.
Il 16 maggio 2010 O'Gara ricevette il premio di miglior giocatore dell'anno dell'European Rugby Cup quale maggior contribuitore allo sviluppo del rugby europeo durante i primi 15 anni dell'Heineken Cup. Nella partita inaugurale del Sei Nazioni 2011, al Flaminio di Roma un suo drop allo scadere evitò all'Irlanda la prima sconfitta dall'Italia nel torneo; più tardi nell'anno vinse la sua terza Celtic League con il Munster e, infine, fu convocato per disputare la sua terza Coppa del Mondo consecutiva con l'Irlanda. Il suo ultimo incontro internazionale fu nel Sei Nazioni 2013 contro la Scozia, e il 18 maggio successivo O'Gara annunciò il suo ritiro dall'attività agonistica per assumere il ruolo di tecnico del gioco al piede della squadra francese del Racing Métro 92 di Parigi.

### Vita privata
Ronan O'Gara è sposato dal 6 luglio 2006 con Jessica Daly, sua compagna di lunga data dalla cui unione ha avuto cinque figli, i più grandi dei quali, una coppia mista di gemelli, nata in Irlanda nel 2008, e l'ultimo, un maschio, nato a Parigi nell'aprile 2014.
A settembre 2008 diede alle stampe Ronan O'Gara: My Autobiography (editore Random House) con la collaborazione del ghostwriter Denis Walsh, di cui un anno più tardi, dopo la conquista irlandese del Grande Slam, fu pubblicata una versione aggiornata. Dopo il suo ritiro, a novembre 2013, pubblicò un secondo libro autobiografico, Ronan O'Gara: Unguarded, sempre per Random House. Il 2 gennaio 2014 il canale irlandese RTÉ One trasmise uno speciale televisivo a lui dedicato, ROG – The Ronan O'Gara Documentary .

## Palmarès

### Giocatore
- Heineken Cup: 2
Munster: 2005-06, 2007-08
- Celtic League: 3
Munster: 2002–03, 2008–09, 2010–11
- Celtic Cup: 1
Munster: 2004-05

### Allenatore
- Champions Cup: 2
La Rochelle: 2021-22, 2022-23

## Statistiche

### Statistiche di club
| Competizione         | G   | Mt | Tr  | CP  | Dr | Pt    |
| -------------------- | --- | -- | --- | --- | -- | ----- |
| Campionato irlandese | 15  | 2  | 25  | 39  | 4  | 189   |
| Pro12                | 105 | 4  | 142 | 207 | 5  | 940   |
| Celtic Cup           | 1   | 1  | 3   | 1   | 1  | 17    |
| Heineken Cup         | 110 | 8  | 187 | 301 | 16 | 1 365 |
| Challenge Cup        | 2   | 0  | 5   | 3   | 0  | 19    |
| Totali               | 233 | 15 | 362 | 551 | 26 | 2 441 |

### Statistiche internazionali
| Selezione     | G   | Mt | Tr  | CP  | Dr | Pt    |
| ------------- | --- | -- | --- | --- | -- | ----- |
| Irlanda       | 128 | 16 | 176 | 202 | 15 | 1 083 |
| British Lions | 2   | 0  | 0   | 0   | 0  | 0     |
| Totali        | 130 | 16 | 176 | 202 | 15 | 1 083 |

| Competizione    | G   | Mt | Tr  | CP  | Dr | Pt    |
| --------------- | --- | -- | --- | --- | -- | ----- |
| Coppa del Mondo | 14  | 0  | 24  | 14  | 1  | 93    |
| Sei Nazioni     | 63  | 10 | 81  | 109 | 6  | 557   |
| Amichevoli      | 53  | 6  | 71  | 79  | 8  | 433   |
| Totali          | 130 | 16 | 176 | 202 | 15 | 1 083 |